# Thomas Jordan Jarvis
Thomas Jordan Jarvis (Jarvisburg, Currituck megye, Észak-Karolina, 1836. január 18. – Greenville, Észak-Karolina, 1915. január 17.) az Amerikai Egyesült Államok szenátora (Észak-Karolina, 1894–1895).

## Élete
1885-től 1890-ig az USA nagykövete volt Brazíliában.